# Corea del Sur en los Juegos Olímpicos de Calgary 1988
Corea del Sur estuvo representada en los Juegos Olímpicos de Calgary 1988 por un total de 22 deportistas, 18 hombres y 4 mujeres, que compitieron en 5 deportes.
El portador de la bandera en la ceremonia de apertura fue el esquiador de fondo Hong Kun-Pyo. El equipo olímpico surcoreano no obtuvo ninguna medalla en estos Juegos.